# آخرین چیزی که دریافتم
« آخرین چیزی که دریافتم» (به انگلیسی: The Last to Know) ترانه‌ای از شینا ایستن است که سال ۱۹۸۷ منتشر شد. بعدها هنرمند اهل کانادا سلین دیون در قالب تک‌آهنگی آن را بازخوانی کرد که در ۱۶ مارس ۱۹۹۱ منتشر شد.